# Homewood (Alabama)
Pour les articles homonymes, voir Homewood.
Homewood est une ville (city) sise au sud-est du comté de Jefferson en Alabama (États-Unis). La ville est une banlieue du sud de la ville de Birmingham — la plus populeuse cité d'Alabama — située de l'autre côté de la Montagne Rouge (Red Mountain). Sa densité de population est l'une des plus élevées d'Alabama. Au recensement effectué en 2010, la ville comptait 25 167 habitants.

## Géographie
La ville de Homewood se trouve par 33 degrés 28 minutes de latitude nord et 86 degrés 48 minutes de longitude ouest. Selon le Bureau du recensement des États-Unis, la ville couvre une superficie totale de 21 km2 de terre ferme.

## Démographie
Au recensement national de 2000, la ville de Homewood compte 25 043 habitants, répartis en 10 688 foyers et 5 878 familles. La densité de population est alors de 1 163,6 individus par kilomètre carré. On dénombre 11 494 habitations, soit une densité moyenne de 534 par km². La composition raciale est à 79,75% blanche ou caucasienne, à 15,30% noire ou afro-américaine, à 0,2% amérindienne, à 2,57% asiatique, à 0,03% océaniens et à 1.00% issue d'« autres races » ; 1,16% se réclament d'une appartenance à deux races ou plus, 2.80% se disent hispaniques.
Sur les 10 688 foyers, 27,2% comptent des mineurs de 18 ans, 41% sont des couples mariés vivant conjointement, 11,4% sont des femmes isolées et 45% ne sont pas considérées comme des familles. 36,2% de la totalité des foyers ne sont constitués que d'individus et 9.4% sont des personnes âgées de 65 ans ou plus vivant seules.Le foyer typique compte 2,16 âmes et la famille moyenne 2,87.
La pyramide des âges est ainsi constituée : 20,3% des habitants de Homewood ont moins de 18 ans, 17,8% ont entre 18 et 24 ans, 34% entre 25 et 44 ans, 17,3% de 45 à 64 ans et 10,6% de la population est âgée de 65 ans et plus. L'âge moyen est de 30 ans. Le sex-ratio est de 100 femmes pour 86 hommes ; en ne considérant que les adultes de 18 ans et plus, le sex-ratio est de 100 femmes pour 81,9 hommes.
Le revenu moyen d'un foyer de Homewood se situe à 55 431 dollars américains ; il est de 70 256 dollars pour une famille. Les hommes disposent d’un revenu annuel moyen de 40 969 dollars contre 34 694 pour les femmes. Le revenu par tête de la ville s’établit à 25 491 dollars américains. Quelque 4,4% des familles et 7,6% de la population totale sont considérés comme vivant sous le seuil de pauvreté, dont 4,5% ont moins de 18 ans et 4,3% 65 ans et plus.
| 1930  | 1940  | 1950   | 1960   | 1970   | 1980   |
| ----- | ----- | ------ | ------ | ------ | ------ |
| 6 103 | 7 397 | 12 866 | 20 289 | 21 137 | 21 412 |

| 1990   | 2000   | 2010   | - | - | - |
| ------ | ------ | ------ | - | - | - |
| 22 922 | 25 043 | 25 167 | - | - | - |

## Enseignement
La ville dispose de plusieurs établissements d'éducation :
- lycée de Homewood (Homewood High School)
- collège de Homewood (Homewood Middle School)
- école élémentaire de Hall Kent (Hall Kent Elementary School)
- école élémentaire de Shades Cahaba (Shades Cahaba Elementary School)
- école élémentaire d'Edgewood (Edgewood Elementary School)
- université Samford (Samford University)
- école catholique Notre-Dame-des-Douleurs[3]
- académie islamique d'Alabama (The Islamic Academy of Alabama)[4]

La fanfare patriote du lycée de Homewood a participé à la parade de Thanksgiving de Macy's de 2011, pour la huitième fois, davantage que toute autre fanfare non new-yorkaise. La fanfare a également pris part en 2009 au tournoi de la parade des roses, Pasadena en Californie ; c'était là sa troisième participation, davantage que toute autre fanfare issue de l'Alabama.

## Espaces verts
La ville de Homewood compte sept parcs publics :
- Patriot Park
- Homewood Central Park
- West Homewood Park
- Woodland Park
- Overton Park
- Spring Park
- Homewood Soccer Park

## Jumelage
- Homewood (Illinois)